# Meranoplus bicolor
Meranoplus bicolor (лат.) — вид мелких муравьёв рода Meranoplus из подсемейства Myrmicinae (Formicidae).

## Распространение
Южная Азия (Бутан, Индия, Непал, Пакистан) и Юго-Восточная Азия (Бангладеш, Вьетнам, Индонезия, Китай, Лаос, Мьянма, Таиланд).

## Описание
Мелкие муравьи, покрытые многочисленными длинными волосками (отдельные экстраординарно длинные волоски до 0,6 мм). Отличаются от близких видов одной парой очень длинных шипов на заднегрудке, направленных назад; двухцветной окраской; мандибулы вооружены 4 зубцами.
Длина рабочих муравьёв 3,7 — 4,5 мм, длина головы 0,76 — 0,93 мм (ширина 0,85 — 1,05 мм). Окраска тела двухцветная: голова, стебелёк и грудь красноватые, а брюшко буровато-чёрные. Усики 9-члениковые с булавой из 3 вершинных члеников. Максиллярные щупики 5-члениковые, нижнечелюстные щупики из 3 члеников. Грудь высокая, пронотум слит с мезонотумом, образуя единый склерит с окаймлённым дорзумом. Стебелёк между грудкой и брюшком состоит из двух члеников: петиолюса и постпетиолюса (последний четко отделен от брюшка), жало развито, куколки голые (без кокона). Валидный статус подтверждён в ходе ревизии, проведённой в 1998 году австрийским мирмекологом Штефаном Шёдлем (Stefan Schödl; 1957—2005).